# A Place in the Sun (Stevie Wonder)
A Place in the Sun è una canzone del 1966 registrata da Stevie Wonder per l'etichetta Tamla e scritta da Ron Miller e Bryan Wells. Fu estratta come primo singolo dall'album Down to Earth
Wonder ne registrò anche una versione in lingua italiana intitolata Il Sole è di Tutti nel 1968, che è un rifacimento della versione italiana registrata da Dino nel 1967.

## Tracce
7" Single
1. A Place In The Sun
2. Sylvia

## Classifiche
| Classifica (1966-67)               | Posizione più alta |
| ---------------------------------- | ------------------ |
| U.S. Billboard Hot 100             | 9                  |
| U.S. R&B Chart                     | 3                  |
| U.S. Hot Adult Contemporary Tracks | 29                 |
| Regno Unito                        | 20                 |
| Italia                             | 3                  |